# Себастьян Штоскопф
Себастьян Штоскопф (нім. Sebastian Stoskopff, 13 липня 1597, Страсбург — 10 лютого 1657, Ідштайн) — німецький (Ельзаський) художник. Один з найбільших німецьких майстрів натюрморта першої половини XVII століття. Найкращі роботи художника зібрані в музеях Страсбурга, Базеля і Саарбрюккена.

## Життєпис
Себастьян Штоскопф народився в сім'ї міського кур'єра. Уже в 15-річному віці він виявив особливий талант у живопису та малюванні. Здобувши підтримку Міської ради Страсбурга, Себастьян в 1614 році поступає на навчання до місцевого художника-мініатюриста і гравера Фрідріха Брентеля. Після смерті батька в 1615 році  Штоскопф вирушив на навчання до Ганау, де зупинився у художника Даніеля Соро, доробок якого не зберігся. Після смерті Соро в 1619 році Штоскопф переймає його майстерню і учнів. Серед цих учнів був і Йоахим Зандрарт, автор першого німецькомовного трактату з історії мистецтв, видатний художник, друг і помічник  Штоскопфа.
Після невдалої спроби отримати посвідку на проживання у  Франкфурті-на-Майні Штоскопф їде до Парижа, де живе і працює з 1622 по 1639. Тут він пише свої перші великоформатні роботи — такі, як «Літо» і «Зима». У 1629 році художник відвідує  Венецію, потім знову повертається до Парижа. У 1639 році Штоскопф повертається до рідного Страсбурга, де вступає в місцеву гільдію художників і граверів. Стосунки з керівництвом гільдії у нього бували напружені, оскільки він не бажав підкорятися деяким правилам статуту, що, на його думку, заважали творчості. Проте з часом С. Штоскопф розбагатів і завоював популярність як видатний майстер живопису. У 1646 році він одружується з прийомною дочкю своєї молодшої сестри.
Починаючи з 1650 року, Штоскопф часто приїжджає до Ідштайна (земля Гессен), де жив його друг, меценат і покровитель граф  Йоганн, один з німецьких феодальних князів  лютеранського віросповідання (як і сам  Штоскопф) і прихильник  Євангелічної унії. Велику роль у встановленні відносин між графом і художником зіграв Й. фон Зандрарт. У 1657 році художника було вбито й пограбовано господарем готелю та його дружиною у районі Ідштайна. Кримінальна справа розкрилося через 20 років після скоєного злочину — в рамках проведеного згодом процесу над чаклунами, в якому відповідачами були також і власники готелю, які спочатку оголосили смерть Штоскопфа результатом непомірного споживання алкоголю.

## Творчість
Штоскопф відомий насамперед як майстер бездоганно скомпонованих натюрмортів, кожна деталь яких виписана з особливою точністю й майстерністю. Штоскопф, як правило, писав натюрморти на темному тлі, що підкреслювало загальну композицію.
У композиції натюрмортів  Штоскопфа відчувається вплив іншого відомого німецького художника,  Георга Флегеля. Однак невідомо, чи був Штоскопф знайомий з останнім, чи, можливо, він бачив полотна  Флегеля вже після його смерті.

## Література

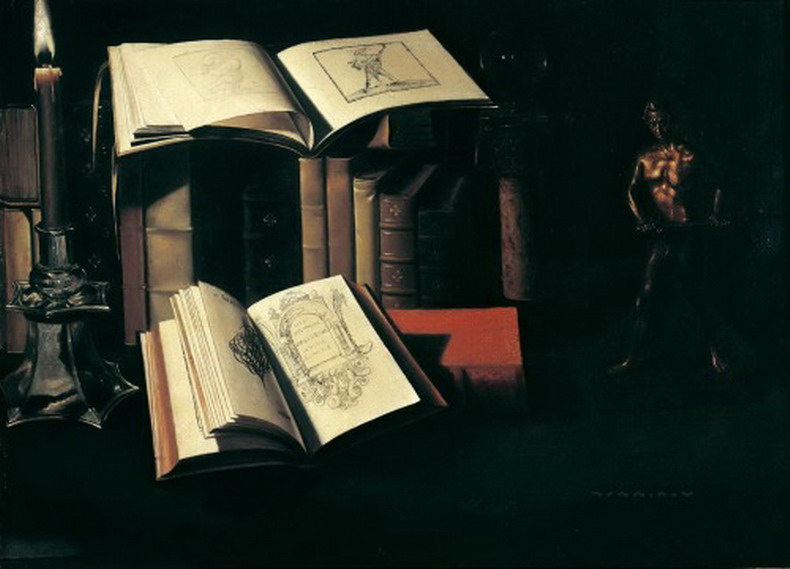
«Натюрморт з книгами і скульптурою вояка», перша половина 17 ст., Лувр, Париж.

## Галерея

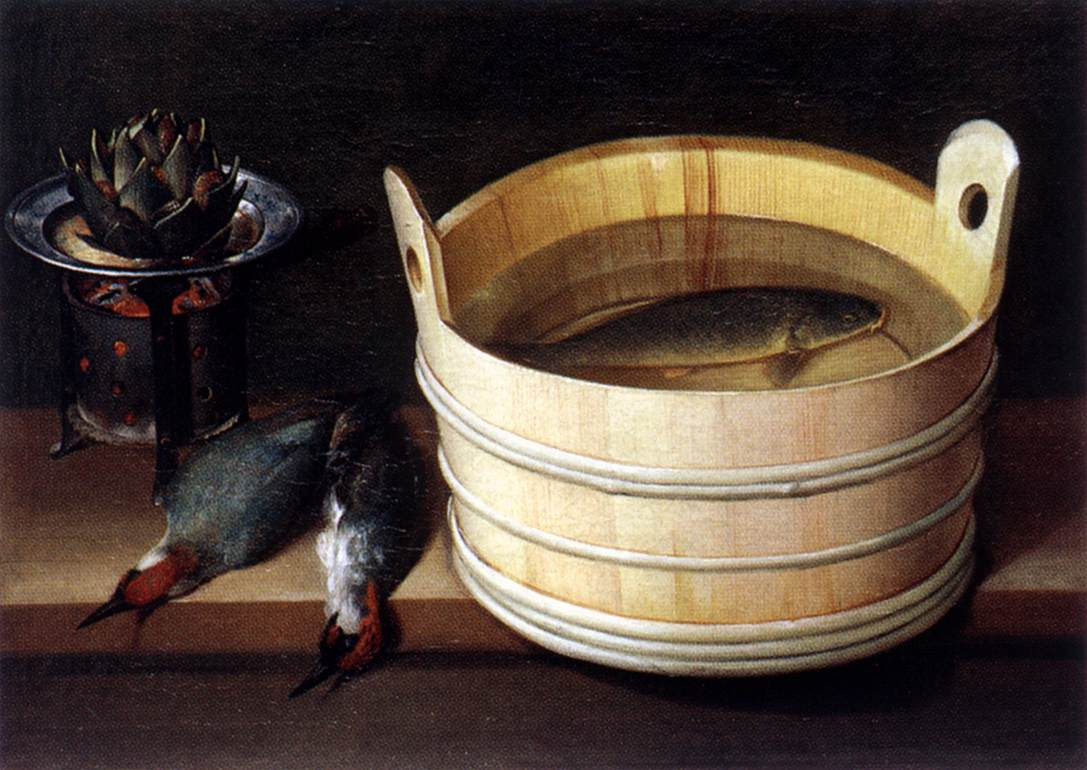
Чотири стихії (1631), Базельський художній музей
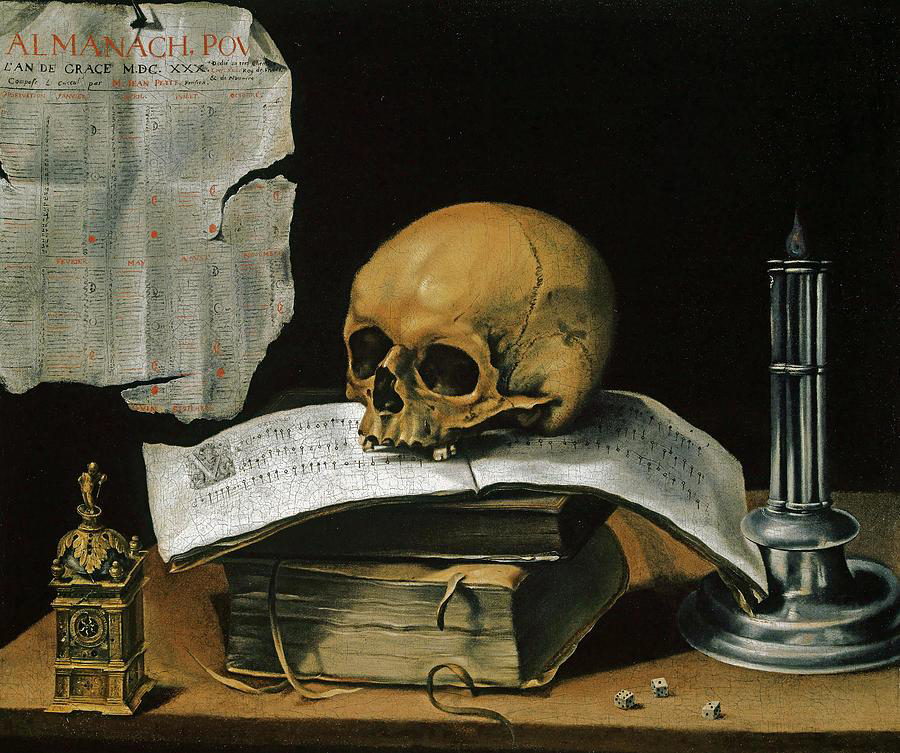
Vanitas (1630), Базельський художній музей
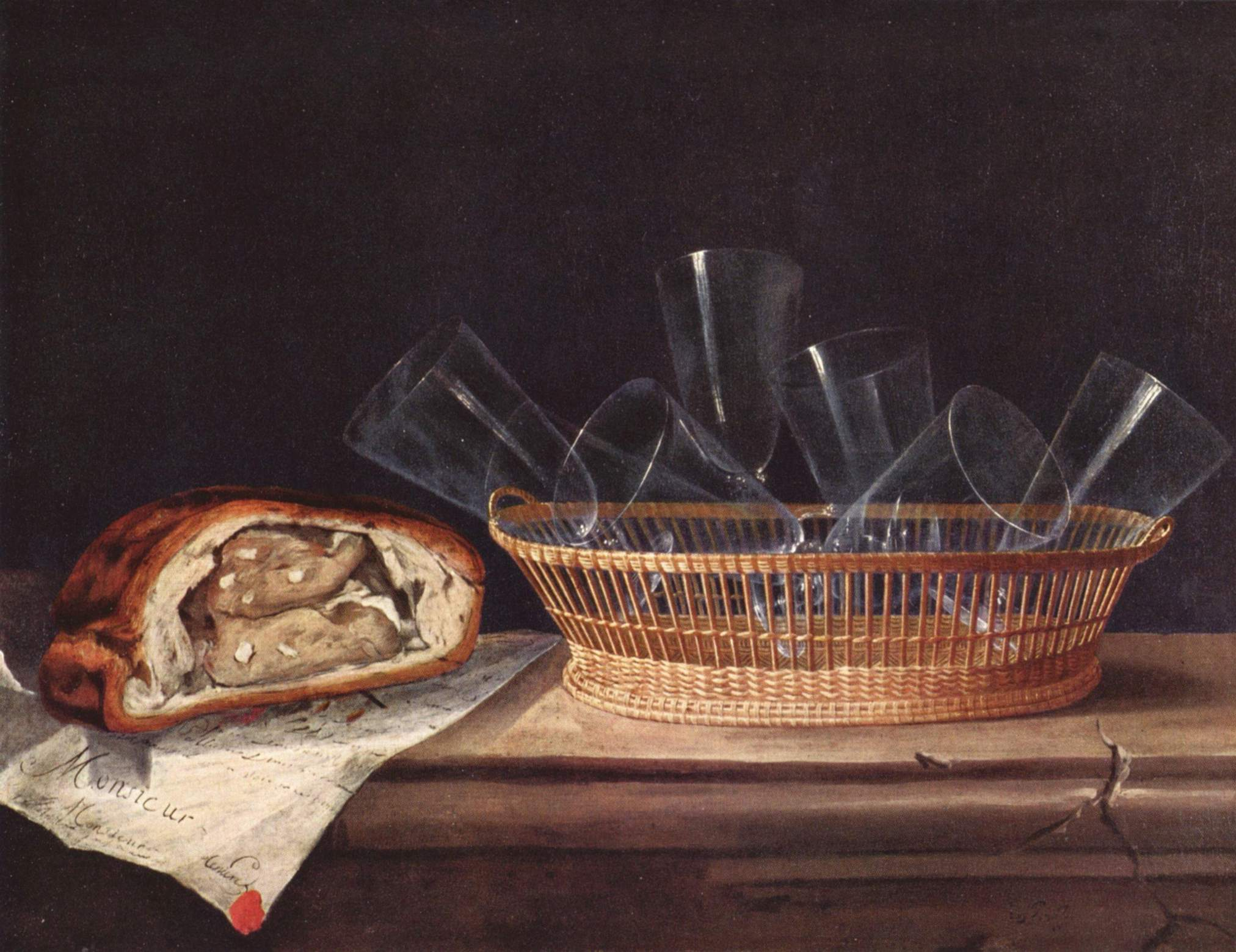
Натюрморт зі склянками і паштетом (бл. 1640), Страсбурзький музей образотворчих мистецтв
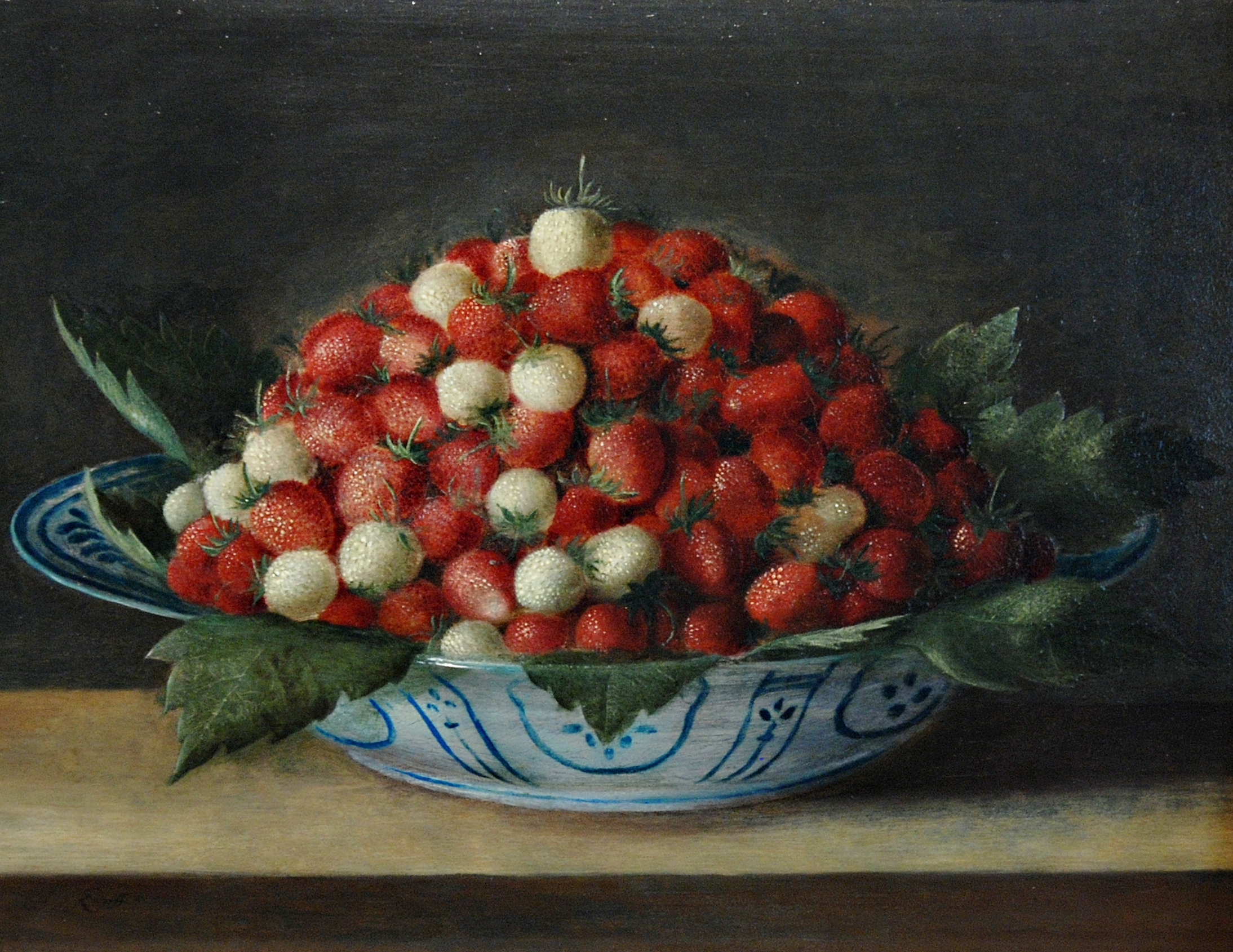
Полуниці (бл. 1620), Страсбурзький музей образотворчих мистецтв
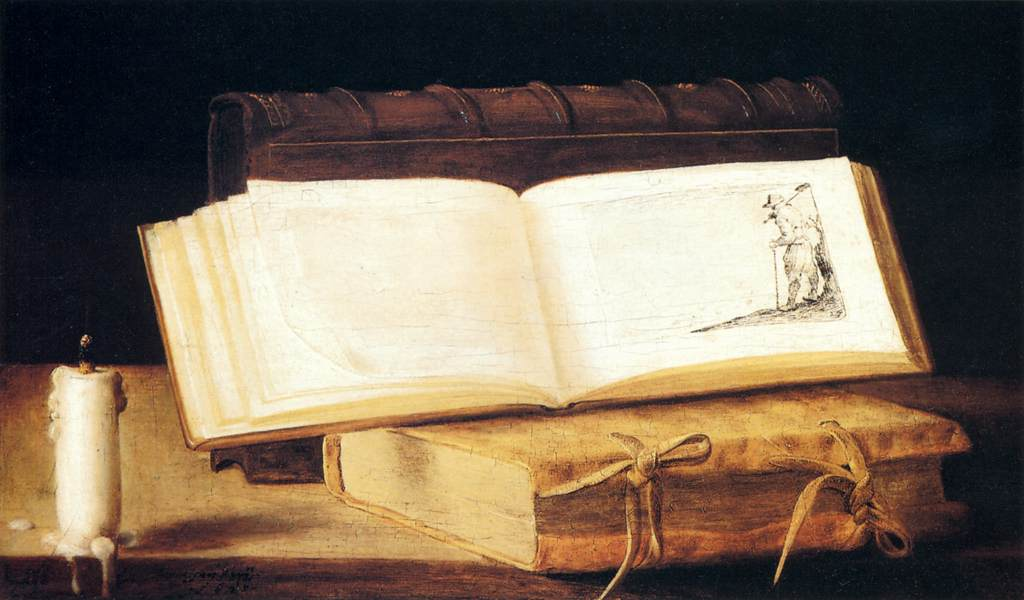
Книги і свічка (1625), Музей Бойманс ван Бенінгена
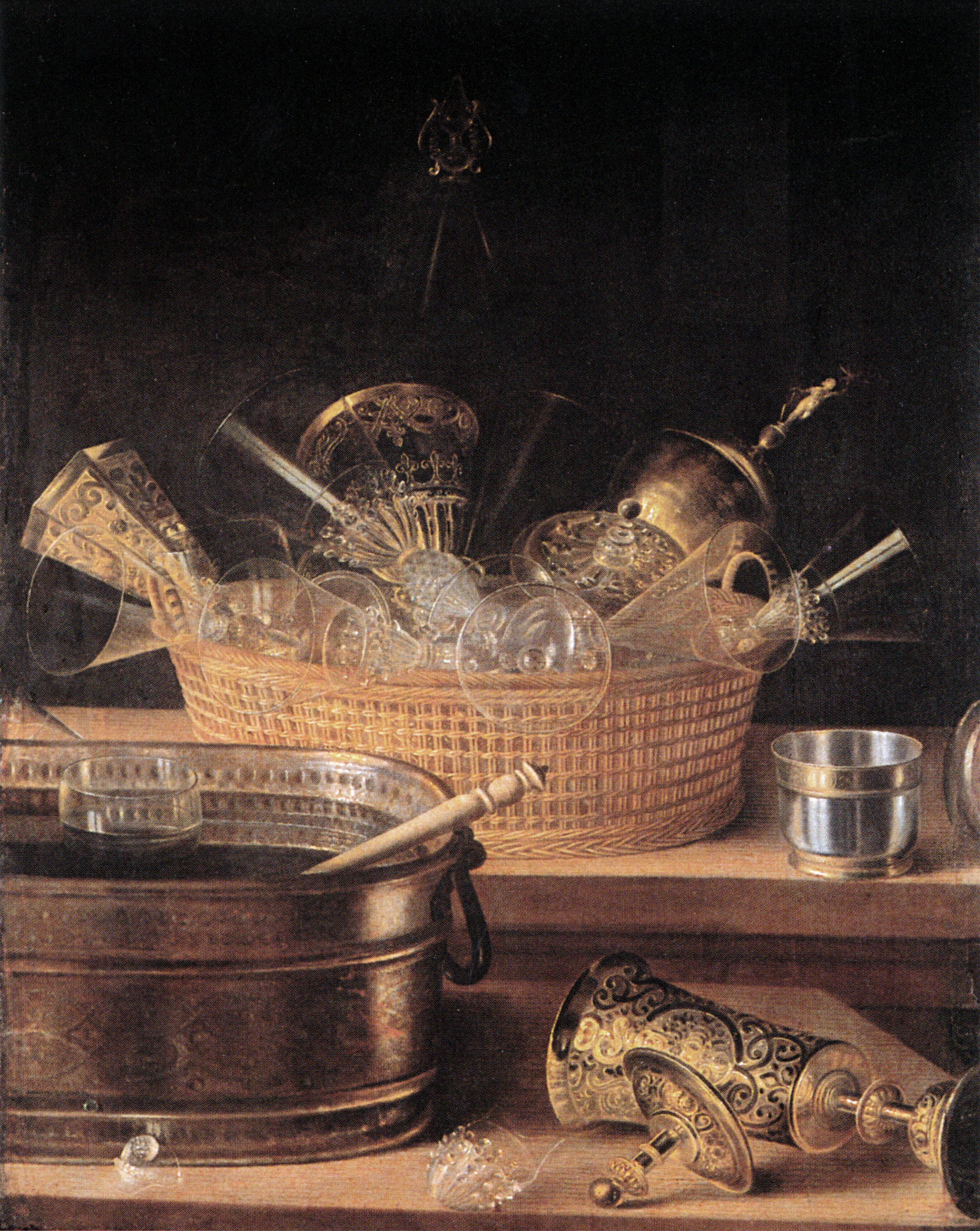
Скляні і металеві кубки в кошику, Державна картинна галерея Карлсруе
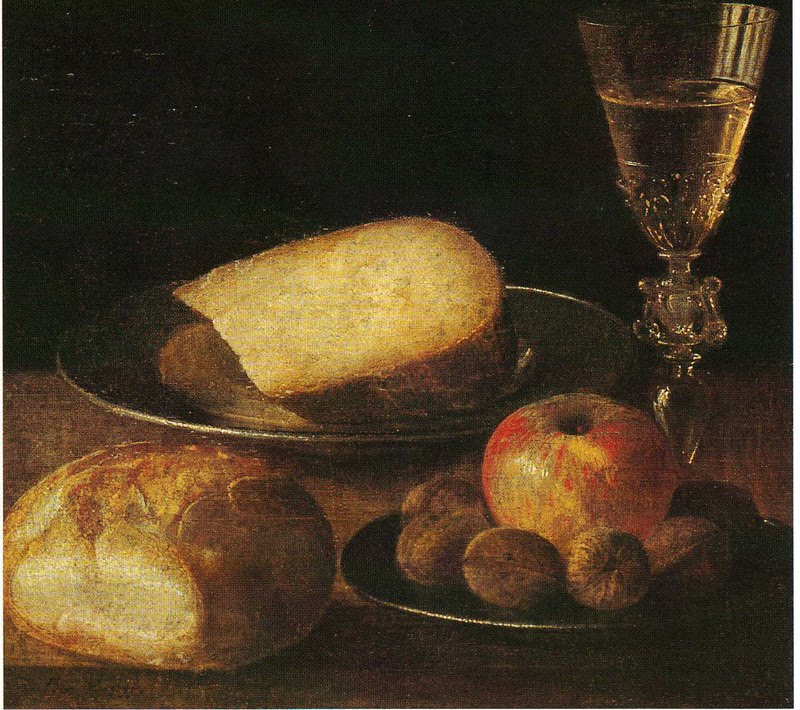
Натюрморт з хлібом, фруктами й сиром (поч. XVII ст., тут помітний вплив Флегеля), Музей образотворчих мистецтв імені Андре Мальро, Гавр
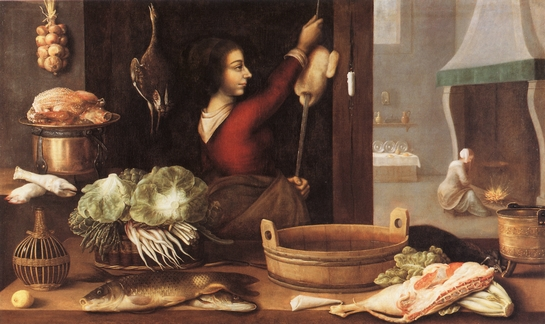
Чотири стихії або Зима (1633), Страсбурзький музей образотворчих мистецтв
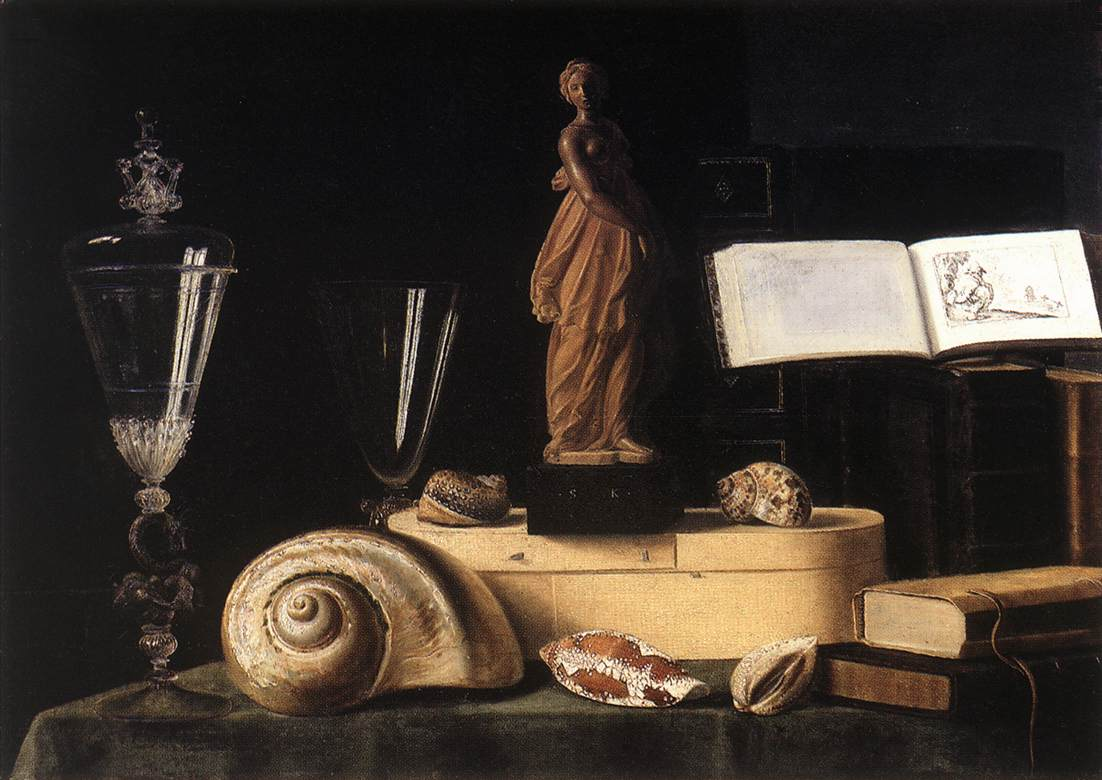
Натюрморт зі статуеткою і мушлею (поч. XVII ст.), Лувр